# Largs, Skottland
Largs är en ort i Storbritannien.   Den ligger i kommunen North Ayrshire och riksdelen Skottland, i den nordvästra delen av landet, 600 km nordväst om huvudstaden London. Largs ligger 13 meter över havet och antalet invånare är 11 126.
Terrängen runt Largs är kuperad österut, men västerut är den platt. Havet är nära Largs åt nordväst. Runt Largs är det ganska tätbefolkat, med 86 invånare per kvadratkilometer. Närmaste större samhälle är Greenock, 18,0 km norr om Largs. 